# Noord Nacional Stadion
Noord Nacional Stadion – stadion piłkarski w Noord na Arubie. Swoje mecze rozgrywa na nim drużyna piłkarska SV Deportivo Nacional. Może pomieścić 1000 osób. Posiada nawierzchnię trawiastą.